# Kellemes
Kellemes (szlovákul Ľubotice) község Szlovákiában, az Eperjesi kerület Eperjesi járásában.

## Fekvése
Eperjes központjától 3 km-re északkeletre, a Szekcső-patak bal partján fekszik.

## Története
A község területén a régészeti leletek tanúsága szerint már a kőkorszakban éltek emberek. A vonaldíszes kultúra és bükki kultúra tárgyi emlékei kerültek itt elő.
A mai települést 1285-ben említik először „Kellemes” néven. A 14. században a Boksa család birtoka volt, később a Kendy és Farkas családok a főbb birtokosai. 1427-ben 44 portája adózott, abból a Kendy család 16, a Kellemesi család 24 portával bírt. 1600-ban átlag hatfős családokat számolva mintegy 200 lakosa volt a településnek. 31 lakóházán kívül nemesi kúria, templom, plébánia és iskola is volt Kellemesen. A 18. században a Péchy, Szentpéteri és Sztankay családok tulajdonában állt. 1728-ban és 1758-ban tűzvészek pusztították. 1787-ben 78 házában, 112 családban 565 lakos élt. Lakói többségben zsellérek voltak.
A 18. század végén Vályi András így ír róla: „KELEMES. Tót falu Sáros Várm. földes Urai Péchy, és több Uraságok, lakosai katolikusok, fekszik Sebeshez nem meszsze, és annak filiája, ’s az Uraságoknak házaikkal ékesíttetik folyó víze mellett, határja jó, réttye kétszer kaszáltatik, legelője, és fája tűzre elég van, keresetre jó módgya, piatzozása Eperjesen.”
A 19. században a Dessewffy és Pongrácz családok birtoka volt.
Fényes Elek 1851-ben kiadott geográfiai szótárában így ír a faluról: „Kelemes, tót falu, Sáros vmegyében, Eperjeshez keletre 1/2 mfd. 631 római, 64 g. kath., 3 evang., 70 zsidó lak. Több kastély és gazdasági épület. Termékeny föld és rét. F. u. Péchy és Melczer nemz., melly utóbbik előnevét is innen veszi.”
1869-ben már 1531 volt a lakosok száma. A trianoni diktátumig Sáros vármegye Eperjesi járásához tartozott.
1971 és 1990 között Eperjes városrésze volt.

## Népessége
| Év:            | 1994. | 2004.    | 2014.    | 2024.    |
| -------------- | ----- | -------- | -------- | -------- |
| Emberek száma: | 2225  | 2783     | 3200     | 4103     |
| Eltérés:       |       | +25,07 % | +14,98 % | +28,21 % |

| Év:            | 2023. | 2024.   |
| -------------- | ----- | ------- |
| Emberek száma: | 3974  | 4103    |
| Eltérés:       |       | +3,24 % |

1910-ben 532, túlnyomórészt szlovák lakosa volt.
2001-ben 2448 lakosából 2399 szlovák volt.
2011-ben 3080 lakosából 2871 szlovák.

## Neves személyek
- Itt született 1895-ben Boross F. László magyar újságíró, pártmunkás.
- Sebeskellemesen született 1833. április 13-án Révai Sámuel könyvkereskedő, könyvkiadó, a Magyar Könyvkereskedők Országos Egyesületének alapítója.
- Sebeskellemesen született 1855. március 14-én Peisner Ignác újságíró, helytörténész.
- Sebeskellemesen született 1893. december 9-én Sebesi Ernő költő, drámaíró.
- Sebeskellemesen ásatott Stanislav Šiška szlovák régész.

## Nevezetességei
- A Kisboldogasszony tiszteletére szentelt római katolikus temploma 1806-ban készült. Legutóbb 1993-ban renoválták.
- Kastélya a 17. század elején épült, a 18. században átépítették, később többször renoválták.
- Zsinagógája 1833-ban létesült barokk-klasszicista stílusban.